# 齐湛
齐湛（1958年9月27日—），印度前外交官，現任马诺哈尔·帕里卡尔国防研究与分析研究所所長。

## 經歷
齊湛出身印度古吉拉特邦拉傑果德。1978年，齊湛於巴羅達大學完成英語和心理學學士課程。1980年，在古吉拉特大學完成工商管理碩士課程。此外，齊湛曾在香港中文大学新亚书院获得漢語（普通话）高级文凭。他也曾于1978年作为交换生在大阪的追手门学院大学学习。
1981年，齊湛進入印度外交部門工作。2000年至2005年，任印度駐上海總領事。2006年1月至2008年12月，任印度駐雪梨總領事。2015年10月29日，齐湛被任命为下一任印度驻日本大使。後兼任駐馬紹爾羣島大使。2015年12月3日，齐湛抵达东京就任，递交国书副本。2018年11月，結束三年的任期離任。
2019年1月3日，齊湛就任印度国防研究与分析研究所（後更名马诺哈尔·帕里卡尔国防研究与分析研究所）所長。

## 个人生活
齐湛精通英语和汉语普通话，并能熟练使用法语、西班牙语、德语、日语、阿拉伯语、乌尔都语和法语克里奥尔语。他还会说印地语和古吉拉特语。